# Мельник Євген Іванович
Євге́н Іва́нович Ме́льник (нар. 14 травня 1956, м. Володимир, Волинська область) — український політик, Народний депутат України 7-го скликання. Член ВО «Свобода», заступник голови Волинської обласної організації.

## Освіта
1978 — Полтавський медичний інститут.

## Трудова діяльність
Працював лікарем стоматологом в різних населених пунктах Волині (Володимир, Нововолинськ, Ратнівський район).
1986 — працював в обласній стоматологічній поліклініці.
1992—1994 — заступник керуючого «Інкомбанку».
1994—2006 — приватний підприємець.
2005 — голова Волинського обласного громадського об'єднання «Альтернатива».
Співзасновник деревообробного підприємства «Володимир Екобуд», директор автотранспортного підприємства «Укртрансзахід».
На виборах у Луцьку міськраду 5-го скликання 26 березня 2006 року виступав кандидатом від виборчої коаліції "Український Народний Блок Костенка і Плюща". Від цього ж блоку, балотувався кандидатом на посаду мера Луцька, як член УНП.
Влітку 2006 року був обраний головою Волинської обласної організації партії Конгрес українських націоналістів, на його користь зняв свою кандидатуру попередній голова обласної організації у 1995-2006 роках - адвокат Максимович Олег Володимирович, 1951 року народження.
У жовтні 2010 року обраний депутатом Волинської обласної ради за списком ВО «Свобода». Голова постійної комісії з питань міжнародного співробітництва, зовнішньоекономічних зв'язків та інвестицій.
З 12 грудня 2012 до 27 листопада 2014 — народний депутат України 7-го скликання від партії Всеукраїнське об'єднання «Свобода», обраний в одномандатному окрузі № 19, отримавши 36,46 % голосів. Член Комітету Верховної Ради з питань промислової та інвестиційної політики.
У 2014 році безуспішно балотувався на виборах мера Луцька від ВО "Свобода".
У 2020 році залишив керівництво Волинською обласною організацією Конгресу українських націоналістів, яку знову очолив Олег Максимович. Того ж року перейшов у партію Ігоря Смешка "Сила і честь", від якої балотувався на виборах мера Луцька.

## Родина
Батько — Мельник Іван Степанович — лікар, кандидат наук, репресований службами КДБ у 1981 році за націоналістичні переконання. Мати — Мельник Марія Іванівна. Батьки виховали 12-х дітей. Всі здобули вищу освіту, стали лікарями.
Дружина — Мельник Євгенія Василівна.
Діти — Іван (нар. 1991), Соломія (нар. 1993) та Ярослав (нар. 1995).